# 2011年5月逝世人物列表
2011年逝世人物列表：1月 - 2月 - 3月 - 4月 - 5月 - 6月 - 7月 - 8月 - 9月 - 10月 - 11月 - 12月
2011年5月逝世人物列表，是用于汇总2011年5月期间逝世人物的列表。

## 依日期排序

### 5月31日
- 張世傑，88岁，香港親台團體、景嶺教育文化基金會秘書長。聯合新聞網[]

### 5月30日
- 罗莎琳·雅洛（Rosalyn S. Yalow），90岁，美国科学院院士，1977年诺贝尔生理学或医学奖得主。科学网（页面存档备份，存于）
- 徐合源，57歲，1968年台東紅葉少棒隊一壘手。中央社

### 5月29日
- 马德尔·费伦茨（匈牙利語：Ferenc Mádl），80岁，2000年8月至2005年8月任匈牙利总统。新华网 Archive.today的存檔，存档日期2013-04-28
- 张培，55岁，原名查蓓莉，上海广播、电视主持人，因肺癌去世。搜狐
- 谢尔盖·巴加普什（Sergei Uasil-ipa BAGAPSH, ），62岁，实际独立的“阿布哈兹共和国”领导人。1997-1999年任总理，2005年-2011年总统。新华网 Archive.today的存檔，存档日期2013-04-28
- 銘，47歲，二十世紀福斯大中華區董事總經理，骨癌病逝。聯合報（页面存档备份，存于）
- 謝天錫，77歲，美國華府地區華僑僑領。中央社
- 比爾·克雷門茲（Bill Clements），94歲，南北戰爭後第一位共和黨籍德州州長。世界新聞網
- 鄭鐘寬（鄭宗官），30歲，韓國足球運動員，自殺身亡。NOWnews（页面存档备份，存于）
- 周锡元，73岁，中国科学院院士，地震工程专家。科学网（页面存档备份，存于）

### 5月27日
- 杨承宗，100岁，中国化学家。科學網（页面存档备份，存于）
- 蔡東河（채동하，本名：崔道植（최도식）），29歲，韓國藝人，前SG Wannabe成員，上吊身亡。自由時報
- 塩崎潤（塩崎 潤），93歲，前日本眾議員、總務廳長官。朝日新聞
- 傑夫·康納利（Jeff Conaway），60歲，美國電影演員。台灣新浪[]
- 馬格·戴德克（Margo Dydek），37歲，前美國WNBA球員，心臟病病逝。ESPNstar

### 5月26日
- 孟憲庭，84歲，中華民國陸軍中將、中正國防幹部預備學校（中正預校）創校校長。軍聞社
- 韩伟，74岁，著名考古学家，原陕西省考古研究所所长。凤凰网（页面存档备份，存于）

### 5月25日
- 陈国良，77岁，材料科学家，中国工程院院士。科學網（页面存档备份，存于）
- 譚詠發，55歲，馬來西亞政治人物，前檳島市議員。星洲日報（页面存档备份，存于）
- 利奧諾拉·卡林頓（Leonora Carrington），94歲，英國裔墨西哥超現實主義藝術家。新華網 Archive.today的存檔，存档日期2013-04-28
- 吳游，92歲，1942年馬來西亞森美蘭州馬口雙溪鐳村日軍大屠殺案見證者之一。中國報新聞網
- 施碧梧，52歲，台灣民歌女演唱人與作詞人，成名作品《如果》，罹癌去世。蘋果日報

### 5月24日
- 哈基姆·阿裏·扎爾達裏（拉丁轉寫：Hakim Ali Zardari），81歲，巴基斯坦總統阿西夫·阿裏·扎爾達裏（拉丁轉寫：Asif Ali Zardari）的父親。國際在線（页面存档备份，存于）
- 哈古埃蒂·克拉克（Huguette M. Clark），104歲，美國企業家老威廉·安德魯·克拉克（William Andrews Clark, Sr.）最小的女兒，逝世時為全球最年長的億萬富婆。香港新浪網

### 5月23日
- 宋智善（송지선），30歲，韓國MBC電視台主播，跳樓自殺。聯合報
- 高慶昌，68歲，中國大陸企業家，萬昌科技創始人兼董事長，該公司于5月20日登陸深圳股市中小板。新華網（页面存档备份，存于）

### 5月22日
- 約瑟夫·布魯克斯（Joseph Brooks），73歲，美國作曲家，曾以《你照亮我的生命》（You Light Up My Life）一曲獲奧斯卡獎及葛萊美獎。自殺身亡。中時電子報
- 徐苹芳，81岁，考古学家，曾任中国社科院考古所所长、中国考古学会理事长。光明网（页面存档备份，存于）

### 5月21日
- 長門裕之，77歲，日本演員。NHK[]
- 比爾·杭特（Bill Hunter），71歲，澳洲電影演員，癌症病逝。星島日報
- 張牧石，84歲，中國大陸金石篆刻家。新華網
- 陶魯笳，94歲，原山西省委第一書記。新浪香港

### 5月20日
- 吳來，台灣漁船「日春財68號」船長，遭索馬利亞海盜劫持後與美軍交戰時身亡，遺體由美軍直接海葬。聯合報

### 5月19日
- 加勒特·菲茨傑拉德（Garret FitzGerald），85歲，愛爾蘭政治家，曾任愛爾蘭總理、外長等職務。新華網 Archive.today的存檔，存档日期2013-04-28
- 張建民，84歲，台灣已故歌手張雨生的父親，罹胃癌引發多重器官衰竭病逝。中時電子報
- 程文輝，75歲，香港首位失明女性社工。香港新浪
- 尹克升，80歲，前中共青海省委書記。香港新浪

### 5月18日
- 杜奧利（Ollie Delfino，奧力·狄菲諾），77歲，歌星杜德偉父親。中央社

### 5月16日
- 兒玉清（児玉 清），77歲，日本演員、作家。聯合報

### 5月15日
- 高庆狮，77岁，中国科学院院士，计算机科学家。科学网（页面存档备份，存于）
- 山繆爾·萬吉魯（Samuel Wanjiru），24歲，肯亞馬拉松選手、2008年北京奧運馬拉松男子組金牌，墜樓身亡。聯合報

### 5月14日
- 盧毓鈞，81歲，曾任中華民國內政部警政署署長。聯合新聞網
- 莫瑞·韓德威克（Murray Handwerker），89歲，美國企業家，每年主辦紐約康尼島納森吃熱狗大賽的熱狗連鎖店納森名人（Nathan's Famous）前總裁。中時電子報[]
- 艾薇微，22歲，中國傳媒人，突发急性混合细胞白血病病逝。明報（页面存档备份，存于）
- 周錫輝，60歲，前新界喇沙中學校長，中大校友關注組骨幹成員。明報（页面存档备份，存于）

### 5月13日
- 施克順，88歲，中華民國空軍儀隊創始人，首開台灣儀隊操槍之先。軍聞社中時電子報影音（页面存档备份，存于）

### 5月12日
- 陈慕华，90歲，曾任中國共產黨第十一屆、十二屆中央政治局候補委員等黨政要職。新華網（页面存档备份，存于）、新城電台（页面存档备份，存于）
- 上原美優，24歲，日本女藝人，有「貧窮女星」、「貧窮偶像」之稱，12日被發現上吊身亡。世界日報
- 陳康順，83歲，1990年至1995年擔任國立歷史博物館館長。聯合報[]

### 5月11日
- 莫里斯·戈德哈伯(Maurice Goldhaber)，100岁，美国物理学家。科学网（页面存档备份，存于）

### 5月10日
- 遇衍滨，82岁，中国少年儿童出版社原社长、总编辑。人民网（页面存档备份，存于）

### 5月9日
- 冈田茂，87岁，日本东映株式会社名誉社长。时光网（页面存档备份，存于）
- 賽侖德拉（Shailendra Kumar Upadhyaya），82歲，尼泊爾前外長。明報
- 莉迪娅·盖莱尔（西班牙語：Lidia Gueiler Tejada），89歲，玻利維亞唯一一位女總統。中時電子報[]

### 5月8日
- 李德生，95歲，前中共中央副主席、中共中央政治局常委、中国人民解放军上将，曾任中共多個軍政要職。新華網（页面存档备份，存于）

### 5月7日
- 威拉德·博伊尔（Willard S. Boyle），86岁，加拿大物理学家，2009年诺贝尔物理学奖得主之一 科学网（页面存档备份，存于）
- 塞弗·巴雷斯特羅斯（Seve Ballesteros），54歲，西班牙高爾夫傳奇球手，職業生涯總共贏得5個大滿貫賽冠軍。新浪新聞[]

### 5月6日
- 蒋民华，76岁，中国科学院院士，晶体材料科学家。科學網（页面存档备份，存于）
- 團鬼六（団 鬼六），79歲，日本情色小說家，食道癌病逝。聯合晚報[]
- 尹基源（윤기원），24歲，韓國足球員，自殺身亡。新浪體育（页面存档备份，存于）

### 5月5日
- 克勞德·斯坦利·喬勒斯（Claude Stanley Choules），110歲，第一次世界大戰僅存老兵。中央廣播電台、中國經濟網

### 5月4日
- 樊文英，90歲，中國共產黨党员、退休干部，于1978年任職於《光明日报》其間领导并亲自校对与修改《实践是检验真理的唯一标准》一文共十一次。光明网（页面存档备份，存于）
- 關雲娣，34歲，電影製片人、中華民國考試院院長關中的女兒，在上海市墜樓身亡。聯合新聞網

### 5月3日
- 蔡冠倫，70歲，台灣幫派四海幫創立者及前幫主，心肌梗塞不治。中國時報
- 傑基·庫珀（Jackie Cooper），88歲，好萊塢演員，首位奧斯卡金像獎影帝提名的童星。新華網 Archive.today的存檔，存档日期2013-04-28

### 5月2日
- 李志坚，83岁，中国科学院院士，微电子技术专家。科学网（页面存档备份，存于）
- 奥薩瑪·賓·拉登（阿拉伯語：أسامة بن محمد بن عود بن لادن，Osama bin Laden），54歲，國際恐怖組織「阿爾蓋達」創始及領導者，美國政府證實他在一次美軍行動中被殺死。中時電子報、CNN（页面存档备份，存于）

### 5月1日
- 亨利·库珀（Henry Cooper），76歲，前英國重量級拳擊運動員。BBC Sport（页面存档备份，存于）
- 中田庆雄，81岁，日本国际贸易促进协会副会长，长期致力于发展中日友好关系。搜狐（页面存档备份，存于）